# Psalistops solitarius
Psalistops solitarius là một loài nhện trong họ Barychelidae. Loài này phân bố ờ Venezuela.